# The Breaker
The Breaker (브레이커; RR: Beureikeo) ist eine koreanische Manhwa-Serie, die von den Autoren Geuk-Jin Jeon geschrieben und von Jin-Hwan Park, unter dem Künstlernamen Kamaro, illustriert wurde. The Breaker erschien zuerst von 2007 bis 2010 im Young Champ’s Magazin des koreanischen Verlags Daiwon C.I. Der Nachfolger The Breaker: New Waves (브레이커NW; Beureikeo NW) wurde ab 2010 auf der Onlineplattform Daum Communications publiziert. The Breaker wurde in mehrere Sprachen übersetzt, darunter auch Deutsch.
Die Geschichte dreht sich um den neuen und ungewöhnlichen Klassenlehrer Chun-Woo und seinen Schüler Shi-Woon. Shi-Woon, ein Schwächling, der ständig von seinen Klassenkameraden gemobbt wird, wird zufällig Zeuge der großen und übernatürlichen Kräfte von Chun-Woo und bittet ihn darum, ihn als Schüler aufzunehmen, um stärker zu werden und sich verteidigen zu können. Chun-Woo meint, er könne ihn nur trainieren, wenn er seinen Willen unter Beweis stelle. Doch Shi-Woon war sich nicht mal im Entferntesten klar darüber, welche Kraft sein Meister besitzt. Und so wird Shi-Woon in die Welt der Kampfkünste gezogen, die von der Öffentlichkeit verborgen ist.

## Handlung
Chun-Woo Han ist ein Meister der Kampfkünste, dem der Titel des Drachen der neun Techniken (Goomoonryong), von den Murim zugeteilt wurde. Die Murim sind eine geheime Gesellschaft von Kampfkünstlern, die in Harmonie mit der modernen Gesellschaft koexistiert und durch die Kampfkunstallianz regiert wird. Chun-Woo hasst die Kampfkunstallianz, weil diese die Schuld für den Tod seines Meisters trägt und schließt er sich daher der Black Defense Group an, den Gegner der Kampfkunstallianz. Unter Befehl der Black Defense Group wird Chun-Woo als Ersatzlehrer in einer Oberschule in Seoul angestellt, wo er Shi-Woon trifft, der gerade verprügelt wird. Eines Abends wird Shi-Woon Zeuge eines Kampfes, an dem Chun-Woo teilnimmt, und nimmt diesen auf Video auf. Den Film benutzt er, um seinen Lehrer zu erpressen, ihm Kampfkünste beizubringen und so sein Mobbing-Problem zu lösen.
Chun-Woos Mission war die Befreiung von So-Sul, Oberhaupt des Sunwoo Klans, von der Kampfkunstallianz. Als sich Chun-Woo vorbereitet, das Land zu verlassen, nimmt die Kampfkunstallianz Shi-Woon als Geisel. Chun-Woo gibt seinen Plan auf, um seinen Schüler zu retten. Er gibt Shi-Woon als seinem Schüler auf und zerstört dessen Qi-Zentrum, was sein Potenzial als Kampfkünstler deutlich reduziert. Durch diesen anscheinend brutalen Akt wird Shi-Woon nicht mehr als Murim betrachtet und wird als Zivilist durch die Gesetze der Kampfkunstallianz vor der Rache anderer Kämpfer geschützt. Schließlich ernennt So-Sul Shi-Woon als ihren Nachfolger.
Der Nachfolger The Breaker: New Waves setzt die Geschichte Shi-Woons fort, der seine Stelle als Oberhaupt des Sunwoo-Klans verlässt. Die Kampfkunstallianz verliert die Kontrolle über die Welt und eine neue Gruppe mit dem Namen SUC beginnt normale Bürger im Namen des Drachen der neun Künste zu terrorisieren. Shi-Woons neue Bekanntschaft mit Sera Kang und eine Reihe von Ereignissen ermöglicht ihm, sein Qi-Zentrum wiederherzustellen. Er möchte SUC zerstören, weil diese Organisation den Namen seines Lehrers beschmutzt.

## Hauptfiguren
Shi-Woon Yi (이시운; I Siun) war ein schwacher und feiger Junge, der ständig gemobbt wurde. Nachdem er Chun-Woo trifft, kommt er zu der Schlussfolgerung, dass er sich nicht zu viel auf andere verlassen darf und versucht sich selbst zu verbessern. Wegen seiner schwachen Gesundheit gibt ihm Shi-Ho eine magische Pille (일월신단; Il-Wol-Shin-Dan), die ihm bei diesen Problemen helfen soll. Daraufhin wird sein Qi befreit und er wird als Murim anerkannt. Es stellt sich heraus, dass Shi-Woo ein Kampfkunstgenie ist, weil er die Fähigkeit besitzt, Techniken leicht zu meistern. Während der Serie entwickelt er einen starken Gerechtigkeitssinn und ist extrem loyal gegenüber seinem Meister. Sein Qi-Zentrum, das in The Breaker zerstört wird, wird während der Dauer von The Breaker: New Waves geheilt.
Chun-Woo Han (한천우; Han Cheonu) ist der letzte Meister der Techniken des Schwarzen Himmels und der Erde. Er erhielt den Titel „Drache der neun Künste“ (Goomoonryong), nachdem er alle anderen Kämpfer besiegte. Wegen seines Sieges wurde sein Meister, Un-Wol (은월; Eunwol) aus Hass von der Kampfkunstallianz umgebracht. Er schließt sich der Black Defense Group an, mit dem Ziel, die Kampfkunstallianz zu zerstören und seinen Meister zu rächen. Er arbeitet als Ersatzlehrer in Shi-Woons Schule, um diese zu infiltrieren. Beeindruckt von dessen Willen entschließt er sich, bevor er Seoul verlässt, ihm Kampfkünste zu lehren. Er sieht in der Einstellung seines Schülers viele Ähnlichkeiten mit der Lehre seines Meisters. Seine Geliebte Shi-Ho Lee wird am Ende der Serie ermordet, was seinen Hass noch weiter vertieft.

## Veröffentlichungen
The Breaker wurde erstmals im Young Champ’s Magazin des koreanischen Verlags Daiwon C.I. zwischen Juni 2007 und Juli 2010 veröffentlicht. Die Kapitel erschienen auch zusammengefasst in 10 Bänden. Der Nachfolger The Breaker: New Waves (브레이커NW; Beureikeo NW) wurde ab 2010 auf der Onlineplattform Daum Communications publiziert.
Von Oktober 2012 bis Juni 2017 erschien The Breaker auf Deutsch bei Tokyopop. Die Serie wurde auch ins Französische, Italienische, Russische und Polnische übersetzt.